# After Shave
Gli After Shave sono un gruppo musicale svedese fondato nel 1979 a Göteborg e formato dai tenori Knut Agnred e Per Fritzell, dal basso Jan Rippe e dal baritono Peter Rangmar. Dalla morte di Rangmar nel 1997, hanno continuato la loro attività come trio.

## Storia del gruppo
I quattro componenti degli After Shave si sono incontrati all'Università di tecnologia Chalmers di Göteborg, dove hanno iniziato a esibirsi insieme nel 1979. Sempre all'università hanno conosciuto Anders Eriksson del trio di cabaret Galenskaparna, con cui hanno instaurato una collaborazione duratura a partire dal 1982 che ha portato alla pubblicazione di quindici album sotto il nome Galenskaparna och After Shave.
Da soli gli After Shave hanno realizzato la loro prima grande apparizione pubblica al programma Sommar i Stenungsund nell'agosto del 1981. L'anno successivo è uscito il loro album di debutto Tomteland, seguito nel 1984 da Bara Ben. Sono inoltre conosciuti per Ciao ciao Italia, l'inno della squadra nazionale svedese durante il Campionato mondiale di calcio 1990 svoltosi in Italia, che ha raggiunto la 12ª posizione nella classifica svedese.

## Discografia

### Album
- 1982 – Tomteland
- 1984 – Bara Ben

### EP
- 2008 – 4 låtar ur succén Cabaret Cartwright (con Anders Eriksson)

### Singoli
- 1983 – The Boråser
- 1986 – Bad och sånt (con Anders Eriksson)
- 1990 – Ciao ciao Italia
- 2002 – Jag vill bli din flickvän
- 2005 – Lifewest (con Anders Eriksson)
- 2012 – När luften tog slut därinne (con Anders Eriksson)
- 2012 – Min hamster har vrängt sig av kärlek